# Eliana e gli uomini
Eliana e gli uomini (Elena et les Hommes) è un film del 1956 diretto da Jean Renoir.
I titoli di testa del film lo presentano come "una fantasia musicale di Jean Renoir".
Il film costituisce una specie di trilogia con i precedenti film del regista La carrozza d'oro (1952) e French Cancan (1955):
(Daniele Dottorini, Jean Renoir. L'inquietudine del reale, p.111.)

## Trama
Elena Sorokovska, vedova in esilio di un principe polacco è una giovane donna stravagante che vive a Parigi intorno al 1880. È persuasa di poter aiutare gli uomini celebri a raggiungere le mete del successo: il suo talismano è una margherita.
Il primo personaggio a cui si dedica è François Rollan, un generale molto popolare. Suo amico è il visconte di Chevincourt, un amabile gentiluomo anch'egli innamorato d'Elena. Nella vita della principessa appare un altro uomo, il ricco industriale della calzatura, Martin-Michaud, che la chiede in sposa. Ella accetta il suo invito a recarsi nel suo castello di Bourbon-Salins.
Nel castello si ritrovano tutti: Rollan, suo figlio Godin, fidanzato con la figlia di Martin-Michaud, Chevincourt. La festa proseguirà nell'accogliente dimora di Rosa la Rose. Ad essi si aggiungerà un gruppo di gitani. Rollan fugge con la padrona di casa, Elena cadrà nelle braccia di Chevincourt e Martin-Michaud si consolerà con una bottiglia di champagne.

## Produzione
Franco-London-Film, Les Films Gébé (Paris), Electra-Compagna-Cinématografica (Roma).
Produttori: Henry Deutschmeister e Joseph Bercholz

### Titolo
Il titolo francese fa immediatamente riferimento ai temi centrali del film, l'amore e la bellezza femminili, che nella mitologia greca sono rappresentati dalla figura simbolica di Elena.
La traduzione italiana di Eliana purtroppo nasconde questo riferimento importante, che Renoir stesso sottolinea nelle sue memorie:
(Jean Renoir, Écrits (1926-1971), pp. 381-382.)

### Soggetto
La rievocazione storica ricorda un episodio di "fin de siècle": il caso Boulanger. L'episodio si sviluppa dal 1886 al 1889. Georges Boulanger (1837-1891) fu un generale che tentò un colpo di Stato, dopo la sconfitta subita dalla Francia nel 1870 ad opera della Prussia.

### Riprese
Le riprese ebbero luogo dal 1º dicembre 1955 al 17 marzo 1956 a Parigi negli studi Boulogne-Billancourt, Hauts-de-Seine e gli esterni nel parco di Ermenonville e nel Bois de Saint-Cloud.

### Colore
Renoir racconta:
(Jean Renoir, La mia vita, i miei film, p. 224.)
Il critico Giorgio De Vincenti commenta:
(Giorgio De Vincenti, Jean Renoir, pag. 278.)

### Prima
In Francia la prima si ebbe il 12 settembre 1956.

## Il carattere del film
Renoir afferma:
(Jean Renoir, Écrits (1926-1971), p. 380.)

## Accoglienza
Alla sua uscita il film non fu apprezzato né dal pubblico né dalla critica.
(Giorgio De Vincenti, Jean Renoir, pag. 279.)
Renoir fu amareggiato del massacro subito dalla versione americana del film, ribattezzato Paris Does Strange Things e uscito senza il montaggio voluto dal regista. I due anni successivi Renoir si dedicherà alla scrittura e a regie teatrali.

## Critica

### Lo spirito dei pionieri del cinema
François Truffaut:
(François Truffaut, I film della mia vita, pp. 41-53.)

### Renoir e Mozart
Jean Luc Godard:
(Jean Luc Godard, Elena et les hommes in André Bazin, Jean Renoir, pp. 236-237.)

### Collegamenti conLa regola del gioco
Daniele Dottorini:
(Daniele Dottorini, Jean Renoir. L'inquietudine del reale, p.110.)

## Tecnica cinematografica
Éric Rohmer così commenta lo stile di Renoir in questo film:
(Éric Rohmer, Éléna et les Hommes (Venere e le scimmie), Cahiers du Cinéma, n. 64, novembre 1956, in Il gusto della bellezza, p. 289.)

## Sequenze celebri

### La parata del 14 luglio
Elena è condotta in carrozza, insieme al re della calzatura Martin Michaud, alla parata del 14 luglio. 
La folla impedisce alla carrozza di procedere. 
(Jean Renoir, Écrits (1926-1971), p. 385.)
Renoir ha rappresentato la festa del 14 luglio in un'altra celebre sequenza del film Il diario di una cameriera.

### L'incidente della mongolfiera
(Jean Renoir, Jean Renoir et Vénus, 1956, pubblicato in Écrits (1926-1971), pp.299-306)

### Ilcontagiosobacio della sequenza finale
Elena e Henry si baciano davanti alla finestra. La folla radunata di fronte alla casa li osserva e ben presto ogni coppia li imita. L'amore trionfa e contagia gli spettatori: i baci si moltiplicano in un crescendo travolgente e ironico. 

## Le canzoni
Come in molti altri film di Renoir, anche in questo, il ruolo della canzone è fondamentale.

### Il ballo popolare
Per le strade di Parigi in festa c'è una gran folla. Gruppi di coristi attraversano le strade. Léo Marjane canta:
(Prima strofa)
(Seconda strofa)
Elena e Henri decidono di ballare. C'è un piccolo palco, un'orchestra che suona. Le donne sono a capo scoperto. Elena si toglie il cappello e lo lancia lontano. Si divertono, ridono, bevono vino rosso. Finiscono in un caffè in cui possono abbracciarsi.

### L'accampamento gitano
Verso la fine del film, a Bourbon-Salins dove si ritrovano i personaggi della storia, in un accampamento gitano una giovane zingara, interpretata da Juliette Gréco canta:
(canzone della gitana)
Commenta lo stesso Renoir:
Le ambizioni, le collere svaniscono, ci si abbraccia, la margherita cade a terra. Elena non se ne accorge nemmeno: è nelle braccia di Henri, ma non per caso, non portata dalla folla ma perché vuole essere nelle braccia di Henri.»
(Jean Renoir, La vita è cinema. Tutti gli scritti 1926-1971, pag. 306.)